# Agrilus lacustris
Agrilus lacustris es una especie de escarabajo joya del género Agrilus, familia Buprestidae, orden Coleoptera. Fue descrita científicamente por LeConte, 1860.
Mide 6 mm. Se encuentra en Estados Unidos y Canadá. Los adultos han sido observados en  Croton y Solanum. Son activos de abril a septiembre.